# الفرازعة (البيضاء)
الفرازعه هي إحدى قرى الجمهورية اليمنية. وهي تتبع جغرافيًا لمحافظة البيضاء. وإداريًا لمديرية العرش. يبلغ تعداد سكانها 1276 نسمة حسب الإحصاء الذي جرى عام 2004.